# Xã Monroe, Quận Washington, Indiana
Xã Monroe (tiếng Anh: Monroe Township) là một xã thuộc quận Washington, tiểu bang Indiana, Hoa Kỳ. Năm 2010, dân số của xã này là 558 người.